# Leucania coxi
Leucania coxi är en fjärilsart som beskrevs av Chalmers-hunt 1961. Leucania coxi ingår i släktet Leucania och familjen nattflyn. Inga underarter finns listade i Catalogue of Life.